# Ерикеев, Ахмед Фазылович
Ахмед Фазылович Ерикеев (тат. Әхмәт Ерикәй; 3 (16) декабря 1902 — 15 сентября 1967) — татарский поэт.

## Биография

Могила Ерикеева на Ваганьковском кладбище.

Ахмед Ерикеев родился в 1902 году в деревне Улькунды (ныне Дуванский район Башкортостан) в крестьянской семье. В 1930 году окончил московский Институт журналистики. В 1945—1950 годах был председателем Союза писателей Татарской АССР. Был депутатом Верховного Совета СССР 2-го и 3-го созывов.
Первые произведения Ерикеева были опубликованы в 1921 году. Получил известность благодаря своим стихам к песням. В них он прославлял родину, мирный труд, жизнь при советском строе, дружбу народов. Наибольшую популярность получили песни «Гармонь», «Комсомолка Гульсара», «Москва», «Партизанка», «Песня о дружбе», «Песня о Ленине» («Ленин турында җыр»), «Черёмуха», «Шинель». Из лирических произведений известны «Русский брат» («Рус кардәшем»), «Народу русскому привет» («Рус халкына сәлам»), «Украина», «Дружба» («Дуслык»). Ерикеев также является автором нескольких книг для детей: «Сказки для малышей», «Стихи для маленьких», «Весенний гром», «Урожай».
Зять — Виль Ганиев, поэт, литературовед.
Умер в 1967 году. Похоронен на Ваганьковском кладбище (14 уч.).

## Библиография

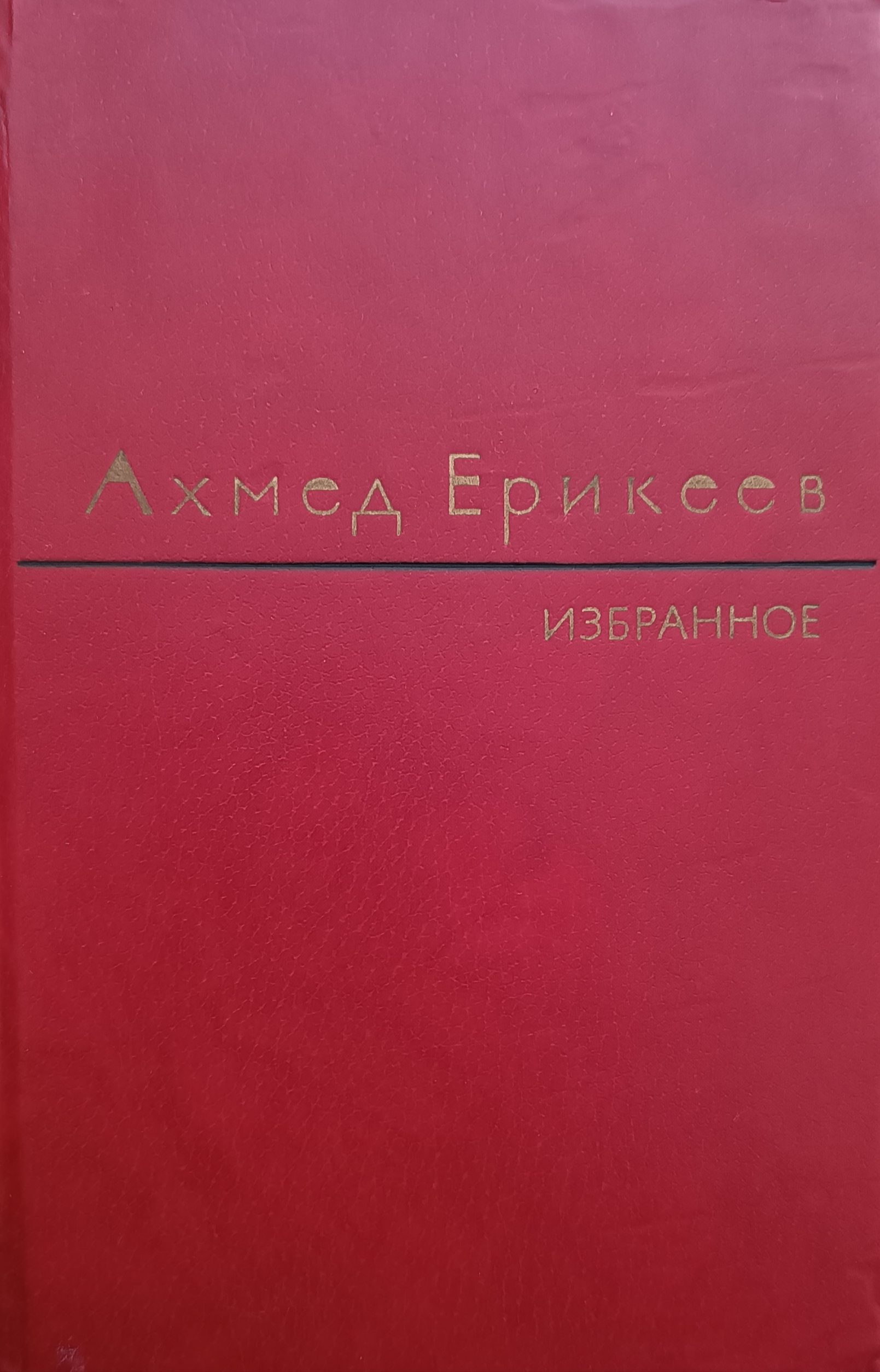
А. Ерикей. Избранное. М.:, 1982.

## Известные адреса
- Москва, Сретенский переулок, дом 1, кв. 21.[1]